# Martin Bogdanow
Martin Bogdanow, auch Martin Bogdanov geschrieben, bulgarisch Мартин Богданов, (* 14. Februar 1986 in Sofia) ist ein ehemaliger bulgarischer Biathlet.
Martin Bogdanow ist Student, lebt und Trainiert in seiner Geburtsstadt Sofia. Der Starter der Nationalen Sport-Akademie betreibt den Sport seit 1998, seit 2001 gehört er dem Nationalkader Bulgariens an. Seit 2003 startet er in internationalen Junioren-Rennen. 2003 in Kościelisko, 2004 in der Haute-Maurienne, 2005 in Kontiolahti und 2007 in Martell nahm er an Junioren-Weltmeisterschaften teil. Beste Ergebnisse wurden dabei 28. Plätze im Einzel 2004 und dem Sprint 2005. Bei Junioren-Europameisterschaften trat Bogdanow 2003 in Forni Avoltri, 2006 in Langdorf und 2007 in Bansko an. Seine besten Resultate erreichte er in Bansko. Mit der Staffel wurde der Bulgare Fünfter, 18. im Einzel und 24. im Sprintrennen. Zwischen 2003 und 2007 startete er zudem regelmäßig im Junioren-Europacup und erreichte mehrfach Top-Ten-Resultate. Bestes Einzelergebnis wurde ein vierter Rang im Massenstart von Gurnigel 2006 sowie mit der Staffel ein zweiter Rang 2007 in Forni Avoltri. Hier trat er gemeinsam mit Krassimir Anew und Wladimir Iliew an, mit denen er über Jahre die verschiedenen Jahrgangsstufen durchlief.
Im Herrenbereich debütierte Bogdanow zum Ende der Saison 2006/07 in Lahti im Biathlon-Weltcup und wurde 86. des Sprints. Im Sommer nahm er in Otepää an den Sommerbiathlon-Weltmeisterschaften 2007 teil, belegte in den Rollerski-Wettbewerben den 20. Rang im Sprint und wurde 26. des Verfolgungsrennen. Bei den Biathlon-Weltmeisterschaften 2008 in Nové Město na Moravě erreichte der Bulgare die Ränge 27. im Einzel und 64. im Sprint. Im Frühjahr trat er bei den Offenen Balkanmeisterschaften im Biathlon 2008 an und verpasste als Viertplatzierter knapp eine Medaille. In der Saison 2008/09 startete Bogdanow regelmäßig im Weltcup. Zunächst konnte er nur mäßige Leistungen bringen, steigerte sich im Verlauf der Saison jedoch und wurde mit der Nominierung für die Biathlon-Weltmeisterschaften 2009 in Pyeongchang belohnt. Bei den Wettkämpfen in Südkorea wurde er im Einzel und im Sprint eingesetzt, wo er 85. und 81. wurde. Bestes Weltcup-Resultat war für längere Zeit ein 63. Platz, den er 2009 im Sprint von Antholz erreichte. Bogdanow nahm an den Olympischen Winterspielen 2010 in Vancouver teil. Er startete im Einzel und belegte den 84. Rang. In Presque Isle konnte er 2011 bei einem Sprintrennen seine Bestleistung im Weltcup auf einen 52. Platz verbessern.
Neben Biathlonrennen bestreitet Bogdanow ab und an auch Rennen im Skilanglauf. Dabei tritt er vor allem in Rennen des Balkan-Cups und in FIS-Rennen an und konnte sich dort immer wieder auf einstelligen Rängen platzieren. Bei den bulgarischen Meisterschaften 2008 in Borowez gewann er den Titel im Sprint.

## Biathlon-Weltcup-Platzierungen
Die Tabelle zeigt alle Platzierungen (je nach Austragungsjahr einschließlich Olympische Spiele und Weltmeisterschaften).
- 1.–3. Platz: Anzahl der Podiumsplatzierungen
- Top 10: Anzahl der Platzierungen unter den ersten zehn (einschließlich Podium)
- Punkteränge: Anzahl der Platzierungen innerhalb der Punkteränge (einschließlich Podium und Top 10)
- Starts: Anzahl gelaufener Rennen in der jeweiligen Disziplin
- Staffel: inklusive Mixed- und Single-Mixed-Staffeln

| Platzierung                      | Einzel | Sprint | Verfolgung | Massenstart | Staffel | Gesamt |
| -------------------------------- | ------ | ------ | ---------- | ----------- | ------- | ------ |
| 1. Platz                         |        |        |            |             |         |        |
| 2. Platz                         |        |        |            |             |         |        |
| 3. Platz                         |        |        |            |             |         |        |
| Top 10                           |        |        |            |             |         |        |
| Punkteränge                      |        |        |            |             | 11      | 11     |
| Starts                           | 11     | 17     | 2          |             | 11      | 41     |
| Stand: nach der Saison 2011/2012 |        |        |            |             |         |        |